# Кент (Вашингтон)
Кент (енгл. Kent) град је у америчкој савезној држави Вашингтон. По попису становништва из 2010. у њему је живело 92.411 становника.

## Демографија
Према попису становништва из 2010. у граду је живело 92.411 становника, што је 12.887 (16,2%) становника више него 2000. године.
| Група             | 2000.          | 2010.          |
| Белци             | 53.964 (67,9%) | 45.969 (49,7%) |
| Афроамериканци    | 6.547 (8,2%)   | 10.434 (11,3%) |
| Азијати           | 7.489 (9,4%)   | 14.008 (15,2%) |
| Хиспаноамериканци | 6.466 (8,1%)   | 15.386 (16,6%) |
| Укупно            | 79.524         | 92.411         |